# Tarenorerer
Tarenorerer, également connue sous le nom de Walyer, Waloa ou Walloa (1800 - 5 juin 1831), est une cheffe aborigène d'Australie ; entre 1828 et 1830, elle dirige une guérilla menée par des aborigènes des deux sexes contre les colons britanniques en Tasmanie pendant la guerre noire («Black War»).

## Jeunesse
Tarenorerer est née en Tasmanie vers 1800 près d'Emu Bay, dans la Terre de Van Diemen ; elle fait partie du peuple Tommeginne. Adolescente, elle a été capturée par des ravisseurs aborigènes et vendue comme esclave à des colons blancs dans les îles du détroit de Bass. Durant sa captivité, où elle aurait été esclave sexuelle, elle a appris à parler l'anglais et à utiliser des armes à feu.

## Entrée en résistance
En 1828, elle put retourner dans le nord de la Tasmanie, où elle rassembla des aborigènes des deux sexes, qu'elle initia au maniement des armes à feu ; ensemble, ils entreprirent une guérilla contre les colons. Elle leur avait appris notamment à tirer à l'instant où l'ennemi est en train de recharger son fusil. Elle leur recommanda aussi de tuer le bétail des Blancs.
Le fonctionnaire colonial d'origine britannique George Augustus Robinson l'a décrite dans son journal comme une Amazone. Il lui attribuait la capacité de provoquer une révolte de grande ampleur, ce qui constituait pour lui un sujet de préoccupation majeur. Selon son récit, Tarenorerer aurait harangué les colons du haut d'une colline, les exhortant à s'approcher d'elle et de son groupe pour être transpercés par leurs lances. Il tenta des manœuvres pour la capturer en 1830 dans la réserve qu'il avait constituée sur l'Île Flinders, mais elle réussit à les déjouer. George Augustus Robinson lui-même a échappé de peu à une attaque du groupe rebelle tasmanien en 1830. Tanorerer trouva refuge à Port Sorell (en), avec ses frères Linnetower et Line-ne-like-kayver  et deux sœurs.
Cependant, Tarenorerer a été capturée là par des chasseurs de phoques qui l'ont emmenée aux îles Hunter, puis transférée à Bird Island où elle devait attraper des phoques et des puffins (oiseaux marins).

## Arrestation
En décembre 1830, elle fut transférée à Swan Island, où son identité fut révélée. Sa capture, a déclaré George Augustus Robinson, était « une question d'une importance considérable pour la paix et la tranquillité de ces districts où elle et ses formidables coadjuteurs s'étaient rendus célèbres par leurs agressions gratuites et barbares ». Ce fonctionnaire colonial accusait Tanorerer d'avoir formé de guerriers qu'il jugeait responsables de « presque tous les méfaits perpétrés sur les différentes colonies ».
Elle a été incarcérée dans l'île de Gun Carriage (Vansittart), où elle est tombée malade. Elle y est morte de la grippe en prison,
Selon le Australian Dictionary of Biography, «elle avait combattu au nom de son peuple avec bravoure et ténacité dans une guerre pour laquelle il n'existe aucun mémorial».